# فيكتور جوهاز
فيكتور جوهاز (بالإنجليزية: Victor Juhasz)‏ هو رسام أمريكي، ولد في 19 فبراير 1954 في نيوآرك في الولايات المتحدة.